# Plan Patriote
Le plan Patriote (espagnol : plan Patriota) est un plan militaire conçu par le gouvernement colombien contre la guérilla marxiste des FARC à partir de 2003 dans le contexte du conflit armé colombien. Sa première partie, l'Opération JM (en) d'avril 2004 à décembre 2006, n'a atteint que des résultats partiels.

## Le plan
L'opération consiste en un vaste déploiement de 15 000 soldats de l'Armée nationale colombienne dans le sud du pays, où les FARC sont suspectées de se financer via le trafic de drogue et de retenir en otage près de 50 personnes, dont la franco-colombienne Íngrid Betancourt. Le plan est appuyé par les États-Unis qui fournissent pour l'occasion 100 conseillers militaires, en plus des 400 déjà présents dans le pays.